# Mount Sundberg
Mount Sundberg ist ein 1764 m  hoher und pyramidenförmiger Berggipfel im ostantarktischen Mac-Robertson-Land. Er überragt den zentralen Teil des Thomson-Massivs in der Aramis Range der Prince Charles Mountains.
Erstmals besucht wurde er im Dezember 1956 von der Südgruppe unter der Leitung des australischen Bergsteigers William Gordon Bewsher (1924–2012) im Rahmen der Australian National Antarctic Research Expeditions. Die Australian Nature Conservation Agency (ANCA) benannte den Berg nach Gerald Joseph S. Sundberg (1924–1994) von der Royal Australian Air Force, Motormechaniker für die DHC-2 Beaver- und DHC-3 Otter-Flugzeuge auf der Mawson-Station im Jahr 1956.